# جامین کلمنت
جامین اتی ماهانا کلمنت (به انگلیسی: Jemaine Atea Mahana Clement) کمدین، بازیگر و موسیقیدان نیوزلندی است. وی به دلیل ایفای نقش در سریال پرواز کنکوردها به همراه برت مک کنزای به شهرت رسید و نامزد دریافت ۷ جایزهٔ امی در سال‌های ۲۰۰۸ و ۲۰۰۹ شد.
وی در چندین فیلم به عنوان صداپیشه حضور یافته که از آن بین می‌توان به ریو (فیلم ۲۰۱۱)، سیمپسون‌ها، دان وردین، جنتلمن‌های برونکوس و من نفرت‌انگیز اشاره کرد.
وی همچنین در فیلم مردان سیاه‌پوش ۳ به عنوان «بوریس حیوان»، و در فیلم آنچه در سایه‌ها انجام می‌دهیم، به‌عنوان نویسنده، کارگردان و بازیگر، حضور داشته‌است.

## موسیقی
کلنت گروه «پرواز کنکوردها» را به همراهی برت مک کنزای در دانشگاه ویکتوریا به وجود آورد. این گروه تا به حال یک تور دور دنیا برگزار کرده و یک سریال تلویزیونی را به نام پرواز کنکوردها(سریال) در دو فصل - بین سال‌های ۲۰۰۷ تا ۲۰۰۹ - از شبکه اچ‌بی‌او به پخش رسانده‌است.